# Pawoł Nedo

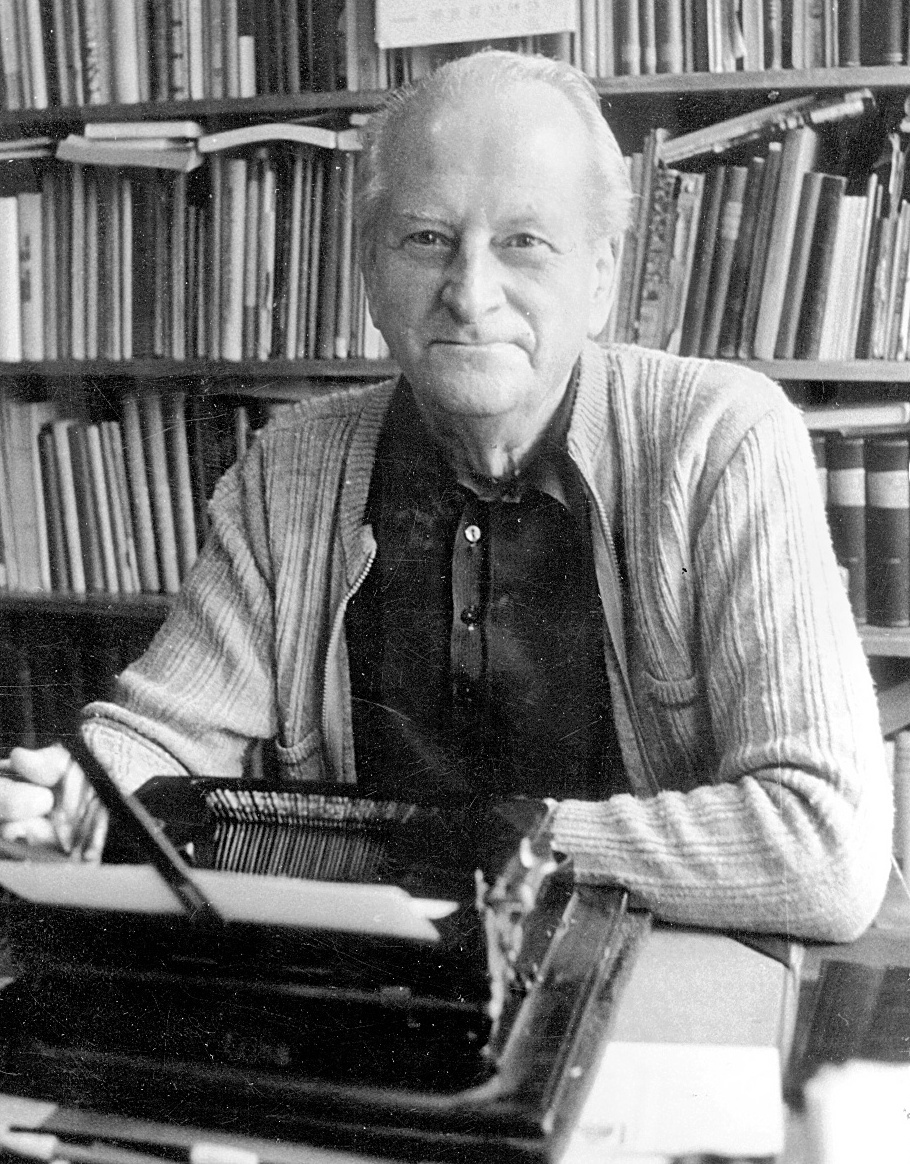
Pawoł Nedo (um 1970)

Pawoł Nedo, deutsch Paul Nedo (* 1. November 1908 in Kotitz; † 24. Mai 1984 in Leipzig), war ein sorbischer Pädagoge und Ethnologe und von 1933 bis 1937 sowie von 1945 bis 1951 Vorsitzender der Domowina, des Dachverbands sorbischer Vereinigungen. Er zählt zu den bedeutendsten Persönlichkeiten der sorbischen Bewegung des 20. Jahrhunderts.

## Leben
Pawoł Nedo wurde am damaligen östlichen Rand des sorbischen Sprachgebietes geboren. Die Mutter, eine Dorfschneiderin, und der Vater, ein Lokomotivheizer, waren Sorben, entschieden sich aber, mit ihrem einzigen Kind deutsch zu sprechen. Später versuchte die Mutter jedoch, dem Jungen doch noch das Lesen sorbischer Texte beizubringen. Nach der Volksschule gelang es den Eltern, ihm den Besuch der Landständischen Oberschule in Bautzen zu ermöglichen, wo er 1928 das Abitur ablegte. Sein familiärer Hintergrund war hierbei ausreichend, um am Sorbischunterricht und darüber hinaus an den Stunden des sorbischen Schulvereins teilzunehmen. Von 1928 bis 1932 studierte er an der Universität Leipzig Pädagogik, Germanistik und Volkskunde. Erst hier, im Kreis seiner sorbischen Studienfreunde, begann er, sich eingehend mit der sorbischen Sprache, Literatur und Volkskunde zu beschäftigen. Hier wurde er auch Mitglied und später Vorsitzender des Verbandes sorbischer Studenten.
Von 1932 bis 1937 erhielt er Anstellungen als Lehrer in Klix, Quatitz und Rackel. Sein Enthusiasmus für die sorbische Volkskunde und sein Engagement im Zusammenhang mit der Tausendjahrfeier Bautzens zu Pfingsten 1933 veranlassten ihn, auf politischer Ebene für die Interessen des sorbischen Volkes einzutreten. Walter Frenzel, Kreiskulturwart der NSDAP, ernannte Nedo im Juli 1933 zum „Fachberater für wendische Kulturfragen“ des Bautzener NSDAP-Bezirks. Im Oktober 1933 wurde er als Lehrer im öffentlichen Dienst Anwärter der SA, im darauf folgenden Jahr schloss man ihn jedoch wieder aus. Zu den Novemberwahlen 1933 forderte er die Sorben auf, den Nationalsozialismus zu bejahen. Bis zum Austritt aus dem Schuldienst 1937 war er auch Mitglied im Nationalsozialistischen Lehrerbund.
Auf einer außerordentlichen Versammlung am 27. Dezember 1933 wurde er spontan und einstimmig zum Vorsitzenden der Domowina gewählt, mit der Maßgabe, diese zu reformieren. Dazu sollten, zu dem bisherigen auf Kultur orientierten Aufgabenfeld, andere Angelegenheiten einbezogen und die Domowina zur Vertreterin aller sorbisch nationalen Interessen ausgebaut werden. Antisorbische Maßnahmen und Einstellungen sowie Gleichgültigkeit und Zurückhaltung innerhalb der sorbischen Bevölkerung brachten sein Vorhaben zum Scheitern. Darüber hinaus war auch die Domowina seit 1935 antisorbischer Propagandatätigkeit der nationalsozialistischen Sorbenpolitik ausgeliefert. Unter diesem Eindruck distanzierte er sich vom herrschenden System. So sollte der Domowina schließlich eine Satzung oktroyiert werden, in der den Sorben generell der Status einer ethnischen Minderheit aberkannt und ihre Organisation auf rein kulturelle Zwecke beschränken sollte. Vor allem aber weigerte sich die Domowina, sich als Vereinigung „wendisch sprechender Deutscher“ zu bezeichnen, was einer Verleugnung der sorbischen ethnischen Identität gleichgekommen wäre. Dieses wurde aber demonstrativ abgelehnt, sodass die Domowina am 18. März 1937 verboten wurde.
Nedo kündigte seine Stelle als Lehrer und ging nach Berlin. Dort arbeitete er zunächst in einer polnischen Bank und hatte Kontakt zum polnischen Geheimdienst. Nach einer ersten, kurzen Haft im November 1939 zog er sich zurück und verdiente seinen Lebensunterhalt als Gutssekretär. Ende November 1944 wurde er erneut inhaftiert und erlebte als Untersuchungshäftling das Kriegsende.
Nach dem Krieg kehrte er umgehend in die Lausitz zurück und wurde neben seiner Funktion als Vorsitzender der wiederbelebten Domowina bereits im Juni 1945 zum Schulrat für den Schulbezirk Bautzen-Nord ernannt. Hier schaffte er die Voraussetzungen für den Aufbau eines sorbischen Schulwesens. Im Sommer 1945 trat er der KPD bei, im folgenden Jahr der SED. Ende 1950 wurde jedoch der Altkommunist Kurt Krjeńc von der SED-Bezirksleitung auserkoren, an Nedos Stelle als Domowina-Vorsitzender zu treten. Dazu wurde Nedo mit einem neuen Amt betraut. Er wurde ins sächsische Ministerium für Volksbildung nach Dresden versetzt. Von Dresden aus konnte er seine ehrenamtliche Funktion als Domowina-Vorsitzender nicht mehr ausüben. Er legte nach 17 Jahren diese Funktion nieder. An der Gründung des Institutes für sorbische Volksforschung unter Leitung von Pawoł Nowotny im Mai sowie der Etablierung der Sorabistik an der Leipziger Universität im Herbst 1951 hatte er wesentlichen Anteil.
Im Jahr 1959 wurde er Professor für sorbische und deutsche Volkskunde an der Universität Leipzig, wo er sich 1963 über sorbische Volksmärchen und Volksdichtung habilitierte, bis er 1964 zum Professor für Volkskunde an die Humboldt-Universität zu Berlin berufen wurde. Dort war er ab 1966 ebenfalls Direktor des Instituts für Völkerkunde und Deutsche Volkskunde sowie von 1953 bis 1968 Vorsitzender der Sektion für Ethnografie der Akademie der Wissenschaften der DDR.
Aus gesundheitlichen Gründen wurde er 1968 emeritiert. Danach blieb er noch viele Jahre kulturtheoretisch aktiv. Er widmete sich vor allem der Trachtenforschung und Folkloristik.
1978 erhielt er den Vaterländischen Verdienstorden in Silber und 1983 in Gold.
Nedo verstarb ein halbes Jahr nach seinem 75. Geburtstag am 24. Mai 1984 in Leipzig und wurde am 2. Juni auf dem dortigen Südfriedhof beigesetzt.